# 迈克尔·洛佩斯-阿莱格里亚
迈克尔·洛佩斯-阿莱格里亚（Michael López-Alegría ，出生姓名，1958年5月30日—）是一名西班牙裔美国宇航员和海軍试飞员。曾执行过3次太空梭飞行任务和1次国际太空站飞行任务。他迄今已完成了十次太空漫步，在目前最长的艙外活動持续时间纪录高居第二（在NASA宇航员中排名第一），并且是美国太空人在宇宙飞行时间最长的第五名。(2006年9月18日到2007年4月21日)

## 成長背景
洛佩斯-阿莱格里亚出生在西班牙马德里，成长於加利福尼亚米申维耶霍。从Mission Viejo高中毕业后，  他加入了美國海軍，于1980年获得美国海军学院系统工程学士学位，并于2004年获得了航空工程学硕士学位。1988年从美国海军研究生院毕业。 1981年被任命为海军飞行员，他海军飛行经验是在佛罗里达州彭萨科拉附近的海军航空站的海军训练中队2（VT-2）的机队所累積的，当时他是隸屬於佛罗里达州的第2侦察中队（VQ-2），也是隸屬於西班牙罗塔和位于马里兰州帕图森河海军航空站的海军航空测试中心。他是第一位被美国海军试验飞行员学校选中的EP-3E偵察機飞行员。他毕业于哈佛大学肯尼迪政府学院，並精通英语，西班牙语，法语和俄语。

## 任务记录

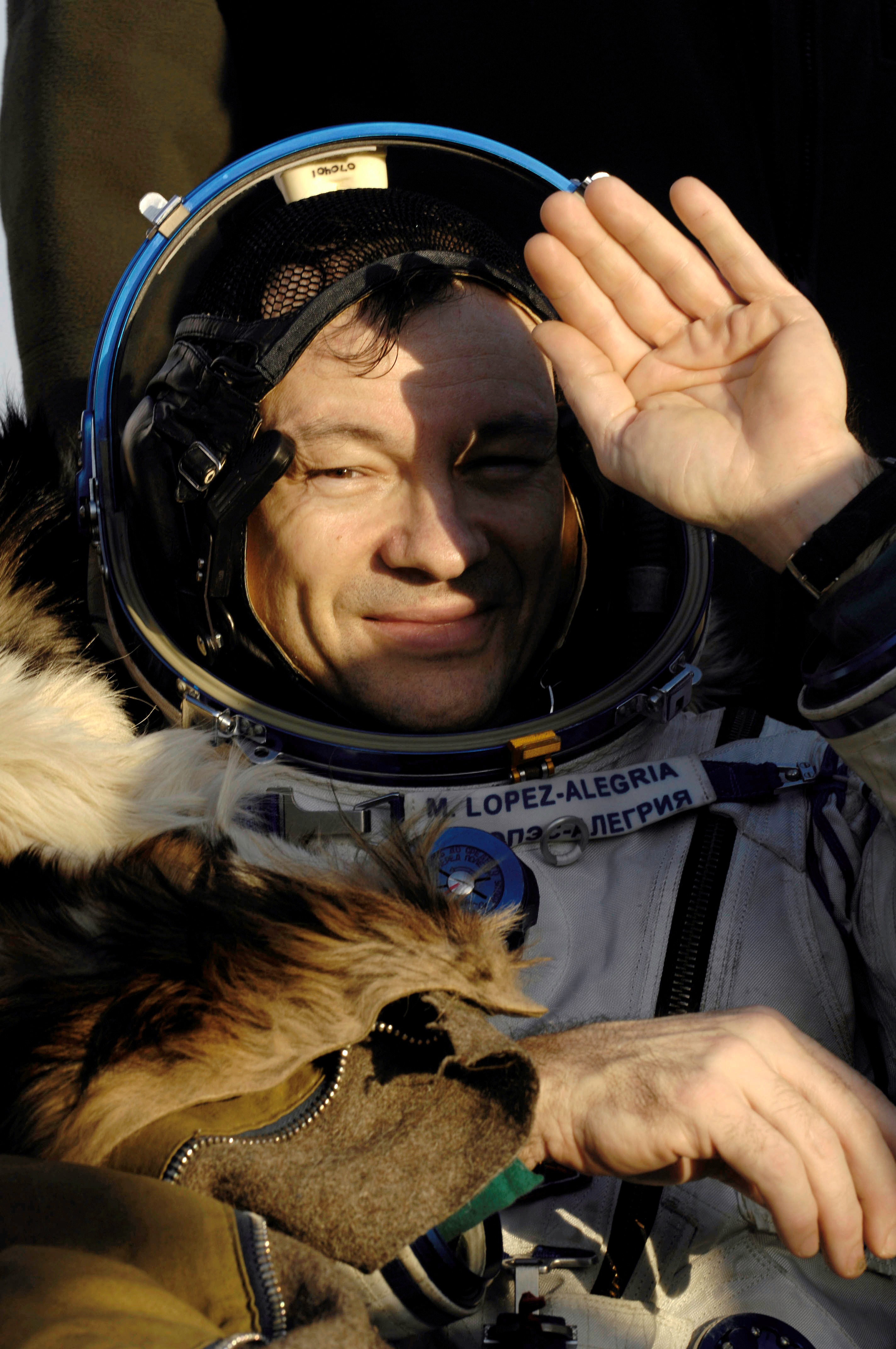
洛佩斯-阿莱格里亚（López-Alegría）降落在哈萨克斯坦后。(Soyuz TMA-9)

洛佩斯-阿莱格里亚的第一次太空飞行是1995年的STS-73 ；此后的几年中，他领导了NASA的国际空间站机组运营办公室，然后于2000年和2002年分别乘坐STS-92和STS-113返回太空。在STS-92飞行中，他与宇航员彼得·维索夫一起测试了SAFER的喷气背包，使其飞行距离航天器遠达50英尺。 
洛佩斯-阿莱格里亚曾於2001年10月担任过宝瓶座水下实验室的船上組员。

## EVA列表

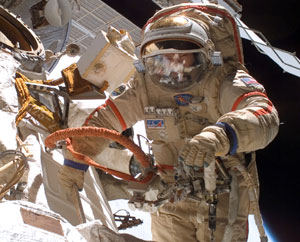
洛佩斯-阿莱格里亚在第14號遠征进行EVA。

- 2000-10-16 7:07 STS-92 ，EVA 2
- 2000-10-18 6:56 STS-92，EVA 4
- 2002-11-26 6:45 STS-113 ，EVA 1
- 2002-11-28 6:10 STS-113，EVA 2
- 2002-11-30 7:00 STS-113，EVA 3
- 2006-11-22 7:39 ISS Expedition 14 ，EVA 1
- 2007-01-31 7:55 ISS Expedition 14，EVA 2
- 2007-02-04 7:11 ISS Expedition 14，EVA 3
- 2007-02-07 6:39 ISS Expedition 14，EVA 4
- 2007-02-22 6:18 ISS Expedition 14，EVA 5

在国际太空站（ISS）任务结束时，他指揮联盟号（Soyuz）航天器进行了最长的飞行，使Expedition 14成为迄今为止最长的一次探险。使他亚（López-Alegría）打破了美国太空人最长的太空飞行记录。 

## 奖项和徽章
| Bronze star                                                                 | 国防服务奖章一星                             |
| Bronze oak leaf cluster · Bronze oak leaf cluster · Bronze oak leaf cluster | 美国航空航天局太空飞行勋章，带有三个橡树叶簇 |
|                                                                             | 太空探索功绩奖章                             |